# Kurogane
Kurogane (黒鋼?) è un personaggio della serie Tsubasa RESERVoir CHRoNiCLE delle CLAMP. Kurogane è un guerriero dell'età feudale giapponese, che veste interamente di nero (da cui il suo soprannome "Mr.Black", datogli da Fay D. Florite). La sua katana si chiama Ginryū (銀竜? lett. "Drago d'Argento"). Come Fay, Kurogane è un personaggio creato appositamente per la serie, mentre il resto dei personaggi principali sono tutti crossover del mondo Clamp.
Kurogane (黒鋼?) significa "acciaio nero", mentre il suo vero nome è Youou (鷹王?, Yōō), che significa "re falco".

## Storia

### Incontro con il gruppo
Kurogane è un ninja al servizio della Principessa Tomoyo del Castello Shirasagi. Anche se è indiscutibilmente il più forte guerriero del Giappone, il ninja non mostra nessuna pietà nei confronti dei combattenti che invadono il castello, uccidendoli su due piedi, anche se Tomoyo gli ha chiesto numerose volte di risparmiarli. A causa della sua irascibilità, Tomoyo decide di mandarlo della Strega Dimensionale Yuko Ichihara, per fargli scoprire la sua vera forza. Poco prima di mandarlo dalla strega, però, la principessa lo maledice, cosicché ogni volta che Kurogane ucciderà qualcuno senza motivo, diventerà più debole.
Arrivato dalle Strega Dimensionale, Kurogane è il personaggio meno informato su ciò che sarà il suo viaggio nelle altre dimensioni. Come i suoi compagni d'avventura, dovrà pagare un prezzo con la cosa che ha più valore per lui, cioè la sua katana Ginryū. Promette anche alla strega di tornare indietro a riprendersi la spada prima o poi.

### Infanzia
Sua madre era la sacerdotessa del regno, mentre il padre era il più abile tra i guerrieri. Quando ancora Kurogane era un ragazzo vi fu una guerra che costrinse il padre a prestare servizio: durante la battaglia il padre fu ucciso e divorato da un mostro, mentre la madre da tempo malata gravemente, fu trafitta al busto da una spada. Il braccio che reggeva questa spada spuntava da un buco nero nel muro della stanza perciò Kurogane non seppe chi era l'assassino di sua madre, né il mandante della guerra. Orrificato dalla morte dei genitori, cadde in uno stato di pazzia e preso possesso di Ginryū, la spada di suo padre, iniziò a sterminare chiunque gli si avvicinasse. Solamente la principessa Tomoyo riuscì a salvarlo (e fermarlo) grazie alla magia e ricordando al ragazzo l'amore che i suoi genitori provavano per lui. Da allora Kurogane votò fedeltà alla principessa ed ha sempre combattuto per lei, però è diventato troppo combattivo e sanguinario.

## Personalità
Kurogane è serio e perspicace, abile nell'osservare e capire istintivamente tutto quello che lo circonda, come le abilità marziali di Shaoran, o la vera natura di Fay D. Florite. Anche se sembra spesso irriverente, Kurogane è molto leale, soprattutto verso la principessa Tomoyo. Sembra inoltre essere il guerriero con più esperienza nel gruppo, e anche più saggio di quanto appare.
Quando diventa il maestro di Shaoran, insegna a quest'ultimo la stessa filosofia in cui lui crede, cioè che una spada è usata per tagliare solo quello che bisogna tagliare, e non il resto. Il suo lato serio spesso irrita gli altri, specialmente Mokona e Fay, che lo chiamano spesso con soprannomi ridicoli, come "Kuro-rin".
Il suo lato compassionevole e protettivo è molto più evidente se si paragonano le sue azioni all'inizio della serie con quelle seguenti.

## Relazioni

### Tomoyo
Tomoyo ha un rapporto speciale con Kurogane: oltre ad averlo come samurai, ha un importante legame affettivo con lui. Quando Kurogane era ancora ragazzo, Tomoyo lo salvò dal trauma di aver perso il padre e la madre nel medesimo giorno, la seconda assassinata sotto i suoi occhi. La Principessa fu in grado di farlo trasalire dalla furia omicida dovuta allo shock, e lo portò nel proprio palazzo per farlo ristabilire fisicamente e psicologicamente.
Da allora l'ha tenuto al proprio fianco, osservando il suo comportamento. Visto che il samurai è cresciuto in forza e vigore, ma, per paura di perdere ancora una persona importante, ha dimenticato che non si protegge con la sola potenza della spada, Tomoyo decide di mandarlo dalla strega delle dimensioni. Quando, con Fay, Shaoran e Sakura, tornerà a Tokyo, Tomoyo gli chiederà se ha capito il vero significato della forza, e la risposta di Kurogane lascia intendere una crescita importante da parte del samurai.
Quando Kurogane vide un'altra Tomoyo nel mondo di Piffle, ne rimase molto sconvolto. Dopo avere scoperto che le due Tomoyo si era incontrate attraverso un sogno, chiese istantaneamente se la principessa stesse bene. Dopo esser partito, divenne sempre più convinto di voler tornare a casa.
Si comprenderà meglio il legame con la Principessa Tomoyo se si rammenta la natura del samurai, ufficio e mestiere che ha il proprio inizio e il proprio fine nel servire il signore. Che esso fosse il signore del castello oppure, per estensione, l'Imperatore stesso. Kurogane ha giurato fedeltà a Tomoyo prima ancora degli eventi del manga, tuttavia lo si vede rinnovare il giuramento e, cosa non secondaria, si viene a sapere, tramite le labbra della Principessa Tomoyo, il suo vero nome: Youou ("re falco").

### Fay
Per quanto fondamentalmente diversi, per aspetti e per modi, Kurogane allaccia un legame particolare con Fay.
Per via dell'abitudine delle Clamp a inserire accenni più o meno velati a situazioni shonen-ai, è consistente il numero dei fan che li considerano una vera e propria coppia. All'interno del manga sono numerosi gli episodi che supportano questa interpretazione dei personaggi: l'intera saga del paese di Outo (in particolare i capitoli 37 e 38); nella Tokyo futura, quando per salvare la vita a Fay, Kurogane accetta di mischiare il proprio sangue a quello del vampiro Kamui, in modo che Fay potrà nutrirsi solo del suo sangue, in futuro; a Celes quando, per salvare la vita di Fay, in una situazione disperata, Kurogane si priva del braccio sinistro.
La dinamica tra Kurogane e Fay non è nuova, per i fumetti delle Clamp (Touya e Yukito in "Card Captor Sakura", Doumeki e Watanuki in "xxxHOLiC"): un personaggio scontroso ed irascibile, un altro dall'apparente leggerezza, oppure pacato quanto il primo istintivo. Due personalità diametralmente opposte avvicinate dal destino, che danno adito a non poche scene esilaranti, ma anche a momenti di intensità vibrante.
Tuttavia la mancanza di conferme ufficiali ed il legame di Kurogane con la Principessa Tomoyo, permettono anche di considerare il rapporto con Fay di tipo non sentimentale. Non per questo, ad ogni modo, meno emotivo: da una parte Fay si diverte ad appellarlo nei modi più strani, aggiungendo alla radice del nome "Kuro-" svariate desinenze che in giapponese fanno riferimento ai più svariati tipi di diminutivi, o forme onorifiche, e Kurogane si infiamma in fretta, dall'altra, invece, c'è tutto il lato più profondo del loro legame. In particolar modo i tentativi di Kurogane a scuotere il compagno di squadra, incitandolo a non chiudersi nel passato.
Essendo assai improbabile che le Clamp, rompendo l'ambiguità, diano conferma a l'una o l'altra interpretazione, ai fan resta la libertà di leggere tra le righe quello che preferiscono.